# Élections législatives de 1951 aux Comores
Les élections législatives françaises de 1951 se tiennent le 17 juin. Ce sont les deuxièmes élections législatives de la Quatrième République.

## Mode de scrutin
Le mode d'élection choisit pour ce territoire est le scrutin uninominal à un tour.
Dans le territoire des Comores, un seul député est à élire.

## Élus
| Député sortant      | Parti | Parti | Député élu ou réélu | Parti | Parti |
| ------------------- | ----- | ----- | ------------------- | ----- | ----- |
| Saïd Mohamed Cheikh |       | UDSR  | Saïd Mohamed Cheikh |       | UDSR  |

## Résultats

### Résultats à l'échelle du département
|          | UDSR     | Saïd Mohamed Cheikh *      | 17 265 | 78,09  |  |  |
|          | app RPF  | Ahmed Mohamed              | 4 665  | 21,10  |  |  |
|          |          | Mohamed Larif Saïd Mansoïb | 180    | 0,81   |  |  |
|          |          |                            |        |        |  |  |
| Inscrits | Inscrits | Inscrits                   | 40 491 | 100,00 |  |  |
| Votants  | Votants  | Votants                    | 22 420 | 55,37  |  |  |
| Exprimés | Exprimés | Exprimés                   | 22 110 | 98,62  |  |  |